# Юрковская улица
Ю́рковская у́лица расположена в Киеве, на Подоле. Пролегает от Нижнеюрковсккой до Набережно-Луговой улицы. Пересекает улицы: Кирилловскую, Константиновскую, Межигорскую, Туровскую. Начало улица берёт из долины гор Щекавица и Юрковица. Когда-то тут протекал ручей Сверховица, который впадал в Почайну.
Название улицы связано с местностью Юрковица, которую предположительно отождествляют с летописной Хоривицей. Если эта мысль будет подтверждена, то Юрковскую улицу можно будет считать северной границей княжеского Киева (см. карту Киева IX—XIII ст.).
Часть древней Юрковицы навсегда утрачена вследствие эксплуатации карьера кирпичного завода (изначально эту территорию использовал завод солодового экстракта, его кирпичная труба имеет метку «1895»). Улица на сегодняшний день имеет смешанную застройку — несколько зданий постройки до 1918 г., дома советского периода, среди них преобладают хрущёвки, есть несколько зданий начала 90-х годов.

## Интересные факты
В арке здания № 34 краской нанесено обозначение уровня воды во время паводка 1931 года.
В усадьбе № 3 в 1913 году было начато строительство костёла, однако война помешала реализации замысла.

## Телефонная нумерация
417-.., 425-..